# Deus Cornífero
O Deus Cornífero é uma das duas principais divindades encontradas na Wicca e algumas formas relacionadas de Neopaganismo.
O termo deus Corníferi é anterior à Wicca, e é um termo sincrético do início do século XX para um deus antropomórfico com chifres ou antleros com origens pseudohistóricas, parcialmente baseadas em deidades masculinas com chifres,, a partir de uma gama de mitologias, mesmo que historicamente não relacionadas.
Essas divindades incluem, por exemplo, o celta Cernuno, os gregos Pan, Dionísio, Apollo e sátiros, e mesmo pinturas rupestres do Paleolítico como "o Bruxo" ("Le Sorcière") na caverna francesa de Le Trois Frères.
O deus Cornífero para um Bruxo é o Consorte da Deusa Mãe, a Criadora e Incriada. Esta é a visão dos Neopagãos na religião Wicca. 
O deus Cornífero é o deus fálico da fertilidade. Geralmente é representado como um homem de barba com casco e chifres. Ele é o guardião das entradas e do círculo mágico que é traçado para o ritual começar. É o deus dos bosques, o rei do carvalho e do azevinho e senhor das matas. É o deus que morre e sempre renasce. Seus ciclos de morte e vida representam nossa própria existência.
A mais antiga imagem conhecida do deus Cornífero é aquela do deus com chifres de cervo ou alce, o Senhor das Florestas. Com o passar do tempo, à medida que a humanidade se tornava sedentária, passando da fase coletora para o desenvolvimento de uma agricultura e a domesticação de animais, surgem as imagens do deus com chifres de touro, carneiro, veado e bode. Em todo caso, todas essas imagens o representam como o deus portador da renovação e da virilidade. 
O antigo Cornífero é o Caçador das Florestas, o Homem Verde, o Senhor dos Animais, o ctônico e escuro Senhor das Sombras que habita o submundo, o Senhor da Morte. O deus em seu único aspecto celeste representa o Sol – representando o pilar masculino, porém seus principais atributos, que o concretizam como o deus na Wicca, são esses citados. 
Com o surgimento da agricultura, o deus torna-se associado às culturas agrícolas, como o Senhor das Colheitas, que se oferece em sacrifício para que a humanidade possa sobreviver. A origem dos ritos da comunhão é muito antiga, quando o povo consumia a natureza divina transformada em pão e vinho, unindo-se ao seu espírito. Esses ritos estavam intimamente ligados aos mistérios da transformação e reencarnação, e eram retratados nos ciclos do reino vegetal e no mito da Roda do Ano ou calendário Wiccano. 